# Zentrale Erweiterung
In der Gruppentheorie, einem Teilgebiet der Mathematik, sind zentrale Erweiterungen eine Möglichkeit, Gruppen durch eine zentrale Untergruppe und die sich ergebende Faktorgruppe zu beschreiben. Eine analoge Begriffsbildung findet sich auch in anderen Gebieten der Mathematik. Hier wird zunächst die Gruppentheorie behandelt und dann auf andere Gebiete hingewiesen.

## Definitionen
Sei {\displaystyle G} eine beliebige Gruppe und {\displaystyle A} eine abelsche Gruppe. Eine zentrale Erweiterung von {\displaystyle G} durch {\displaystyle A} besteht aus einer Gruppe {\displaystyle E} und einem surjektiven Gruppenhomomorphismus {\displaystyle \varphi \colon E\to G} mit Kern isomorph zu {\displaystyle A}. Mit anderen Worten, es gibt eine exakte Sequenz
{\displaystyle 0\to A\to E\to G\to 1}
mit {\displaystyle A\subset Z(E)}, d. h. {\displaystyle A} ist zentral in {\displaystyle E}. Dabei wird {\displaystyle 0\to A\to E} als Inklusion {\displaystyle A\subset E} aufgefasst, was man dadurch rechtfertigt, dass man {\displaystyle A} durch sein isomorphes Bild in {\displaystyle E} ersetzen kann.
Ein Morphismus zwischen zwei zentralen Erweiterungen {\displaystyle \varphi \colon E\to G,\varphi ^{\prime }\colon E^{\prime }\to G}
derselben Gruppe {\displaystyle G} ist ein Gruppenhomomorphismus {\displaystyle \psi \colon E\to E^{\prime }} mit {\displaystyle \varphi ^{\prime }\psi =\varphi }.  
{\displaystyle {\begin{array}{ccccccccc}0&\to &A&\to &E&{\stackrel {\varphi }{\to }}&G&\to &1\\&&\parallel &&\downarrow _{\psi }&&\parallel \\0&\to &A&\to &E'&{\stackrel {\varphi '}{\to }}&G&\to &1\end{array}}}

## Beispiele
- Als triviale Erweiterung durch {\displaystyle A} bezeichnet man die Projektion {\displaystyle G\times A\to G}.
- Sei {\displaystyle k\in \mathbb {Z} _{\geq 2}}. Eine nichttriviale Erweiterung von {\displaystyle \mathbb {C} ^{*}=\left\{z\in \mathbb {C} \colon \vert z\vert \not =0\right\}} ist {\displaystyle E=S^{1}} und {\displaystyle \varphi (z)=z^{k}}. Nichttrivialität bedeutet hier, dass es keine auf ganz {\displaystyle \mathbb {C} ^{*}} definierte {\displaystyle k}-te Wurzelfunktion gibt. Der Kern {\displaystyle A} besteht aus den {\displaystyle k}-ten Einheitswurzeln und ist isomorph zu {\displaystyle \mathbb {Z} /k\mathbb {Z} }.
- Für eine zusammenhängende Lie-Gruppe {\displaystyle G} ist ihre universelle Überlagerung {\displaystyle {\widetilde {G}}} eine zentrale Erweiterung durch die Fundamentalgruppe {\displaystyle \pi _{1}G}. Zum Beispiel ist die Spin-Gruppe {\displaystyle Spin(n)} eine zentrale Erweiterung der speziellen orthogonalen Gruppe {\displaystyle SO(n)}, und die metaplektische Gruppe {\displaystyle Mp(2n,R)} ist eine zentrale Erweiterung der symplektischen Gruppe {\displaystyle Sp(2n,R)}.
- Für einen Hilbert-Raum {\displaystyle H} und seinen projektiven Raum {\displaystyle P(H)} ist die unitäre Gruppe {\displaystyle U(H)} eine zentrale Erweiterung der Gruppe der unitären projektiven Transformationen {\displaystyle U(P(H))} durch {\displaystyle U(1)}.
- Selbst für abelsche Gruppen {\displaystyle H} ist ein semidirektes Produkt {\displaystyle G\ltimes H} nur dann eine zentrale Erweiterung, wenn es das direkte Produkt {\displaystyle G\times H} ist, es sich also um die triviale Erweiterung handelt. Zum Beispiel ist die Gruppe der affinen Abbildungen {\displaystyle Aff(R^{n})} ein semidirektes Produkt {\displaystyle GL(n,\mathbb {R} )\ltimes \mathbb {R} ^{n}}, aber keine zentrale Erweiterung von {\displaystyle GL(n,\mathbb {R} )}.

## Klassifikation zentraler Erweiterungen durch Gruppenkohomologie
Als Parametrisierung einer zentralen Erweiterung bezeichnet man einen Isomorphismus {\displaystyle \iota \colon A\to Ker(\varphi )}.
Die Isomorphismenklassen parametrisierter zentraler Erweiterungen bilden mit der Baer-Summe eine abelsche Gruppe, die als {\displaystyle Ext(G,A)} bezeichnet wird. Die triviale Erweiterung ist das neutrale Element dieser Gruppe. Das inverse Element einer parametrisierten zentralen Erweiterung ist dieselbe zentrale Erweiterung mit der entgegengesetzten Parametrisierung {\displaystyle -\iota }.
Man hat einen Isomorphismus
{\displaystyle Ext(G,A)\simeq H^{2}(G,A)}
zur zweiten Gruppenkohomologie. Dieser ordnet einer parametrisierten zentralen Erweiterung die Klasse des mit Hilfe einer die Bedingung {\displaystyle \varphi s=id_{G}} erfüllenden (nicht notwendig homomorphen) Abbildung durch
{\displaystyle s(gh)=\iota (f(g,h)s(g)s(h))}
festgelegten Abbildung {\displaystyle f\colon G\times G\to \mathbb {R} } zu. Diese ist ein Kozykel und ihre Kohomologieklasse hängt nicht von der Wahl von {\displaystyle s} ab. Umgekehrt kann man einen Kozykel innerhalb seiner Kohomologieklasse so normieren, dass {\displaystyle f(g,h)=0} wenn {\displaystyle g=1} oder {\displaystyle h=1}. Dann definiert man auf {\displaystyle G\times A} die Operation {\displaystyle (g_{1},a_{1})(g_{2},a_{2})=(g_{1}g_{2},a_{1}+a_{2}-f(g_{1},g_{2}))} und erhält die der Kohomologieklasse von {\displaystyle f} entsprechende zentrale Erweiterung.

## Zentrale Erweiterungen in anderen Gebieten
Den Begriff der zentralen Erweiterung kann man auch in anderen Gebiete der Mathematik betrachten, wenn man dort über kurze exakte Sequenzen und einem Zentrum sprechen kann, zum Beispiel in der Theorie der Algebren oder Lie-Algebren. Genau wie oben heißt eine kurze exakte Sequenz
{\displaystyle 0\to A\to B\to C\to 0}
eine zentrale Erweiterung von {\displaystyle C}, wenn das injektive Bild von {\displaystyle A} im Zentrum von {\displaystyle B} liegt. So ist zum Beispiel in der Theorie der Lie-Algebren die Virasoro-Algebra als zentrale Erweiterung der Witt-Algebra definiert.